# (24890) Amaliafinzi
(24890) Amaliafinzi est un astéroïde de la ceinture principale, nommé en l'honneur d'Amalia Ercoli-Finzi.

## Description
(24890) Amaliafinzi est un astéroïde de la ceinture principale. Il fut découvert le 4 décembre 1996 à Cima Ekar par Maura Tombelli et Claudio Casacci. Il présente une orbite caractérisée par un demi-grand axe de 2,98 UA, une excentricité de 0,10 et une inclinaison de 7,7° par rapport à l'écliptique.